# Suchilapan del Río

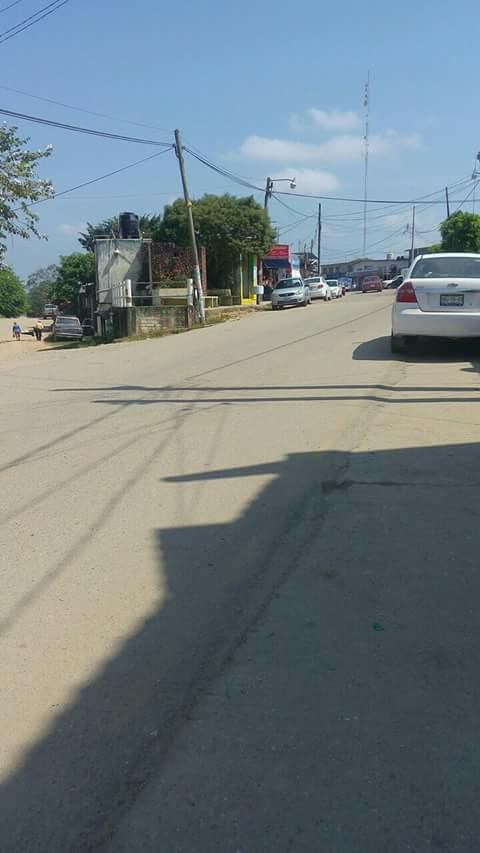
Suchilapan del Rio Jesus Carranza Veracruz (18)

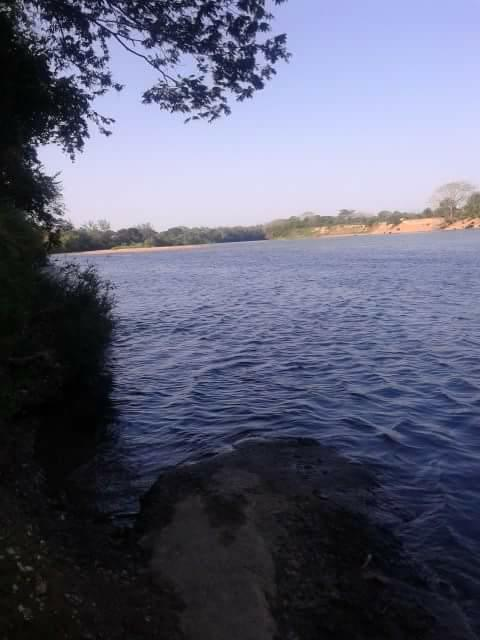
Suchilapan del Rio Jesus Carranza Veracruz (15)

Suchilapan del Río är en ort i Mexiko.   Den ligger i kommunen Jesús Carranza och delstaten Veracruz, i den sydöstra delen av landet, 500 km sydost om huvudstaden Mexico City. Suchilapan del Río ligger 42 meter över havet och antalet invånare är 2 487.
Terrängen runt Suchilapan del Río är platt, och sluttar norrut. Runt Suchilapan del Río är det glesbefolkat, med 10 invånare per kvadratkilometer. Närmaste större samhälle är Jesús Carranza, 6,8 km nordväst om Suchilapan del Río. Omgivningarna runt Suchilapan del Río är en mosaik av jordbruksmark och naturlig växtlighet.

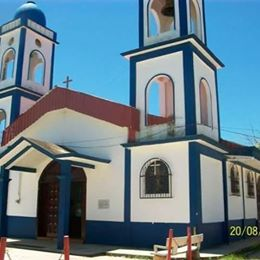
Church in Suchilapan del Rio Jesus Carranza Veracruz (5)